# 斯雷姆斯基卡尔洛夫齐
斯雷姆斯基卡尔洛夫齐是塞尔维亚北部伏伊伏丁那地区的一个城市。位于多瑙河河畔。距伏伊伏丁那首府诺维萨德仅8公里。在2002年，有人口8,839人。斯雷姆斯基卡尔洛夫齐是卡尔洛夫齐条约的签订地。